# Compagnie parisienne de location de films
La Compagnie parisienne de location de films (CPLF) est une société française de production (production déléguée) et de distribution de films pour le cinéma, active dans les années 1930 et 1940.

## Filmographie
- 1932 : Fanny de Marc Allégret (Distribution France)
- 1934 : Bibi-la-Purée de Léo Joannon (Distribution France)
- 1935 : Le Coup de trois de Jean de Limur (Production déléguée, Distribution France)
- 1935 : Les Conquêtes de César de Léo Joannon (Distribution France)
- 1935 : La Carte forcée (court-métrage) d'André Hugon (Distribution France)
- 1935 : Un coup de veine (court-métrage) d'André Hugon (Production déléguée, Distribution France)
- 1936 : Tout va très bien madame la marquise d'Henry Wulschleger (Distribution France)
- 1938 : Prison sans barreaux de Léonide Moguy (Distribution France)
- 1940 : Pour le maillot jaune de Jean Stelli (Distribution France)
- 1941 : Cartacalha, reine des gitans de Léon Mathot (Distribution France)
- 1941 : Le Valet maître de Paul Mesnier (Distribution France)
- 1942 : Le journal tombe à cinq heures de Georges Lacombe (Distribution France)
- 1942 : Mademoiselle Béatrice de Max de Vaucorbeil (Distribution France)
- 1943 : Arlette et l'Amour de Robert Vernay (Distribution France)
- 1943 : Vautrin de Pierre Billon (Distribution France)
- 1944 : La Cage aux rossignols de Jean Dréville (Distribution France)
- 1945 : Marie la misère de Jacques de Baroncelli (Distribution France)
- 1945 : Les Démons de l'aube d'Yves Allégret (Production déléguée, Distribution France)
- 1945 : Les Gueux au Paradis de René Le Hénaff (Production déléguée)
- 1946 : Martin Roumagnac de Georges Lacombe (Distribution France)
- 1948 : Le Diable boiteux de Sacha Guitry (Distribution France)
- 1948 : Danse de mort de Marcel Cravenne (Distribution France)